# Пёниц, Франц
Франц Пёниц (нем. Franz Poenitz, настоящая фамилия фон Бурковиц, нем. von Burkowicz; 17 августа 1850, Бишофсвердер, Западная Пруссия, ныне Бискупец, Новомястский повет, Польша — 19 марта 1912, Берлин) — немецкий арфист.

## Биография
В детские годы учился игре на скрипке у мужа своей тёти, концертмейстера одного из берлинских театров Генриха Пёница (в итоге усыновившего талантливого мальчика), затем изучал арфу под руководством Луи Гримма и композицию у Карла Фридриха Вайцмана. В 1864 г. вместе с Гриммом гастролировал по Скандинавии, в 1865 г. выступал как солист с оркестром Бильзе. В 1876 г. выступал на Байройтском фестивале. С 1877 г. солист Берлинской оперы, преподавал также в Берлинской Высшей школе музыки; его учеником и преемником был Макс Зааль. Помимо арфы, Пёниц считался также виртуозным исполнителем на фисгармонии. В его композиторском наследии — пьесы для арфы и для фисгармонии, а также сочинения для струнного квартета, песни, опера «Клеопатра».